# Alófono
En fonología, se llama alófono (del griego ἄλλος, allos-, otro, y φωνή, -foné, sonido, voz) a cada uno de los fonos o sonidos que en un idioma dado se reconoce como un determinado fonema, sin que las variaciones entre ellos tengan valor diferenciativo; cada alófono corresponde a una determinada forma acústica, pero en las reglas de una lengua concreta son tratados como un mismo valor, es decir, un mismo fonema.

## Ejemplos

### Alofonía en castellano
Un ejemplo típico de alofonía en castellano es el que existe entre las dos pronunciaciones del fonema /d/ en la palabra dado [ˈdað̞o] (ver fonología del castellano). Si bien se las reconoce normalmente como "idénticas", y la ortografía las identifica con el mismo carácter, presentan una diferencia fonética apreciable en el modo de articulación, en el primer caso [d] es una oclusiva impidiendo la salida del aire; mientras que en el segundo caso [ð̞] es una aproximante que permite la expulsión de aire por los costados de la boca con poca fricción audible.
Este es un caso particular de la alofonía de las oclusivas sonoras ([b], [d] y [g]) con las fricativas o aproximantes ([β], [ð] y [ɣ]) en castellano, en que las variaciones en el sonido —aunque sean tan grandes como las que existen entre otros fonos que sí se oponen fonológicamente— no alteran el significado de la palabra en las que están insertas. Del mismo modo, las vocales se pueden nasalizar —es decir, pronunciar expulsando el aire simultáneamente por boca y nariz en lugar de solo por la boca— sin que por ello representen un fonema distinto.

### Alofonía en otras lenguas
En otros idiomas, por el contrario, estas diferencias sí pueden ser relevantes fonológicamente, como pasa entre vocales orales y nasales en francés o en guaraní; o como en inglés, que distingue [d] y [ð] en day [deɪ] y they [ðeɪ], por ejemplo. En cambio, oposiciones fonológicas existentes en castellano pueden no ser significativas en otros idiomas: en chino mandarín, por ejemplo, la [b] y la [p] son alófonos, en cambio, [p] y [ph] se oponen en chino mandarín, pero son percibidos como alófonos en español.